# Aeroportul Guernsey
Aeroportul Guernsey (IATA: GCI, ICAO: EGJB) este un aeroport din Forest⁠(d), Guernsey⁠(d), Guernsey ce deservește zona Guernsey. Aeroportul a fost tranzitat în 2023 de 697.021 de pasageri. A fost deschis în 5 mai 1939 și numit după zona deservită.
Situat la o altitudine de 102 m, aeroportul dispune de 1 pistă. Este operat de States of Guernsey⁠(d).

## Infrastructură

### Piste
Aeroportul dispune de o singură pistă. Pista 09/27 are suprafața de asfalt și dimensiunile 1.583 m × 45 m. 